# Chantecler
Chantecler foi uma gravadora paulista do segmento sertanejo criada em 1958, fruto da associação entre a subsidiária brasileira da gravadora norte-americana RCA-Victor e a Cássio Muniz S/A, contratada para a distribuição dos seus discos e equipamentos. Em 1972, foi vendida para Gravações Elétricas S.A. (GEL), controladora do selo Continental.

## História
A Cássio Muniz S/A, uma empresa paulistana, tinha sua sede na Praça da República e contava com uma rede de representantes espalhada por todo o Brasil. Além de toda a linha de discos e equipamentos eletrônicos da RCA-Victor.
Em 1958, a RCA decidiu criar sua própria rede de distribuição e sugeriu a Cássio Muniz que, como uma forma de compensação pelos serviços prestados, criasse sua própria gravadora. O acordo era de que Cássio mantivesse, ainda por dois anos, a distribuição de discos da RCA, para poder consolidar seu próprio investimento na área. Assim foi criada a  gravadora Chantecler, nome derivado da expressão francesa chant clair (“canto claro”). que tinha a imagem de um galo como seu logotipo.
A Chantecler procurou, desde o seu início, atuar junto a um público de menor poder aquisitivo, vinculado de um modo geral ao consumo de gêneros musicais mais populares, como o da música sertaneja e regional.